# AI Pension
AI Pension är ett varumärke inom Skandia. Under varumärket tillhandahåller Skandia tjänstepension till arkitekter och ingenjörer med Skandia som försäkringsgivare.
AI Pension bildades som en ömsesidig försäkringsförening 1955 av Sveriges Arkitekters Riksförbund (numera Sveriges Arkitekter) under namnet SAR:s pensionskassa. 1990 bytte föreningen namn till Arkitekternas Pensionskassa och 2009 bytte man till nuvarande namn.
Försäkringsföreningen erbjöd förmånsbestämd tjänstepension, sjukförsäkring och premiebefrielseförsäkring inom ITP 2 samt s.k. frivillig ITP för företag inom branschen som inte tecknat kollektivavtal. Vidare erbjöd man individuella tjänstepensionsförsäkringar samt kollektivavtalade premiebestämda tjänstepensionsförsäkringar inom ITPK, KAP-KL, PA 03 och alternativ ITP för tiotaggare. Vidare erbjöd man genom samarbetande försäkringsföretag olika sorters riskförsäkringar.:5
Medlemmarna i föreningen var arkitekter, ingenjörer samt arkitekt- och teknikkonsultföretag. Eftersom föreningens försäkringsverksamhet drevs enligt ömsesidiga principer, gick allt överskott tillbaka till medlemmarna.:5  I styrelsen satt representanter för Almega, Sveriges Arkitekter och Unionen.
Den 13 september 2018 offentliggjordes att AI Pension hade beslutat att överlåta sin verksamhet samt hela sitt försäkringsbestånd till Skandia. Överlåtelsen godkändes av Finansinspektionen 1 april 2019. Samma dag skedde överlåtelsen och därefter trädde försäkringsföreningen i likvidation.:5
Under sitt sista kvartal hade föreningen 13 anställda.:5 Inkomster från försäkringspremier var 69 miljoner kronor sista kvartalet och föreningen förvaltade ett kapital på 8 329 miljoner kronor.:5 Affärsområdet AI ITP hade 11 603 försäkrade och 148 premiebetalande företag medan affärsområdet AI Liv hade 5 383 försäkrade och 321 kundföretag.:6